# The Fallout
The Fallout je druhá epizoda druhé série amerického televizního seriálu Smash a v celkovém pořadí sedmnáctá epizoda tohoto seriálu. Scénář k epizodě napsaly Julie Rottenberg a Elisa Zuritsky a režíroval ji Craig Zisk. Poprvé se vysílala ve Spojených státech dne 5. února 2013 na televizním kanálu NBC jako druhá část dvouhodinové epizody, přičemž první epizoda se jmenovala On Broadway.
V této epizodě má tvůrčí tým muzikálu Bombshell šanci zlepšit svou reputaci a zachránit muzikál před zánikem, ale mezitím je Derek obviněn ze sexuálního obtěžování a Julia je na tom, od dob Frankovy nevěry, dost psychicky špatně. Karen mezitím poznává nové talentované barmany, kteří chtějí napsat vlastní muzikál a přivést ho na Broadway.

## Děj epizody
Karen se před barem setkává s Jimmym, kterého slyšela předchozí večer hrát na piano a zpívat vlastní píseň a zjistí, že píše vlastní muzikál. Karen ho oslovuje s tím, že by si ráda poslechla více, ale Jimmy odmítá. Za Karen se ale staví Kyle, Jimmův kolega s práce, se kterým mluvila večer a se kterým Jimmy píše muzikál a ten věří, že by jim Karen mohla pomoci prorazit a tak jí prosí, aby dala Jimmymu ještě jednu šanci a zve ji na party. Později se Kyle s Karen setkává ještě jednou a dává jí notový záznam některých písní z jejich muzikálu.
Na schůzce tvůrčího týmu Eileen řekne, že jsou stále ve hře a Karen má vystoupit na večírku, což by mohlo zvýšit zájem nových investorů pro muzikál. Na schůzce není přítomná Julia, kterou omlouvá Tom a mezitím se s Derekem k sobě opět chovají nevraživě. Derekovi jeho agentka řekne, že již nemá žádné nabídky, poté, co tiskem proběhla aféra ohledně jeho sexuálního harašení - několik tanečnic ho obvinilo, že je sexuálně obtěžoval. Poté se ale opět do hry zapojí Jerry a celý tým je nucen se setkat v hotelu Plaza a Eileen obvolává všechny, protože Julia na tom není od Frankovy nevěry příliš psychicky dobře a Derek je nyní neustále propírán médii. Tom slíbí, že se postará o to, aby byla Julia schopná na večeři jít, ale sám vidí, že bude velký oříšek to zařídit a tak si vymyslí malou lest, nakonec ale vše končí dobře.
Derek se setkává z jednou s tanečnic, která ho obvinila ze sexuálního obtěžování a ta mu řekne, že se s ním ženy chtějí vyspat jen proto, že proto aby z toho vytěžily výhody pro sebe. Dereka se to velmi dotkne a přichází za Ivy, která mu pomůže se opět dát dohromady. Společně přichází na večeři do Plazy. V Plaze dostane Eileen nápad, protože se zde nachází velká spousta známých lidí a poprosí Ivy, aby zde zazpívala píseň z Bombshell. Ivy excelentně zazpívá skladbu "(They Just Keep) Moving the Line" a vyslouží si velký potlesk a na všechny nechává muzikál výborný dojem. Ivy si myslí, že už se s ní do muzikálu opět počítá, ale pak zjistí, že se bude muset ještě hodně snažit. Následující den se Eileen opět setkává s Jerrym, řekne mu, že je jim povoleno pokračovat s přípravami pro muzikál a dohodne se s Jerrym, že bude financovat její muzikál.
Karen jde se svými přáteli na party, kterou pořádají Jeremy a Kyle. Karen se začne bavit s Jeremym a vypadá to, že si celkem rozumí a Karen mu proto zazpívá jednu z jeho písní. Hosté na party ji přijmou z nadšením, ale Jeremy se cítí zrazen a naštvaný utíká ven. Následující den se Kyle a Jeremy pohádají, protože Kyle chce, aby z jejich muzikálu něco bylo. Jeremy tedy přemýšlí, jde se Karen omluvit, řekne jí že jí věří a předává jí kompletně vše, co zatím do muzikálu napsal. Karen je nadšená a s jejich souhlasem materiál předvádí Derekovi.

## Seznam písní
- "Would I Lie to You?"
- "(They Just Keep) Moving the Line"
- "Caught In the Storm"

## Sledovanost
Epizodu v den vysílání sledovalo pouhých 4,5 milionů diváků, čímž se epizoda stala zatím nejméně sledovanou epizodou v historii seriálu .

## Kritiky
Epizoda u kritiků získala většinou spíše negativní reakce. Americký server The AV Club dal této epizodě hodnocení D+ a zkritizoval značnou nelogičnost děje . Nicméně hudební číslo "(They Just Keep) Moving the Line" v podání Megan Hilty bylo kritiky velmi chváleno .